# Eisbach (Königswinter)

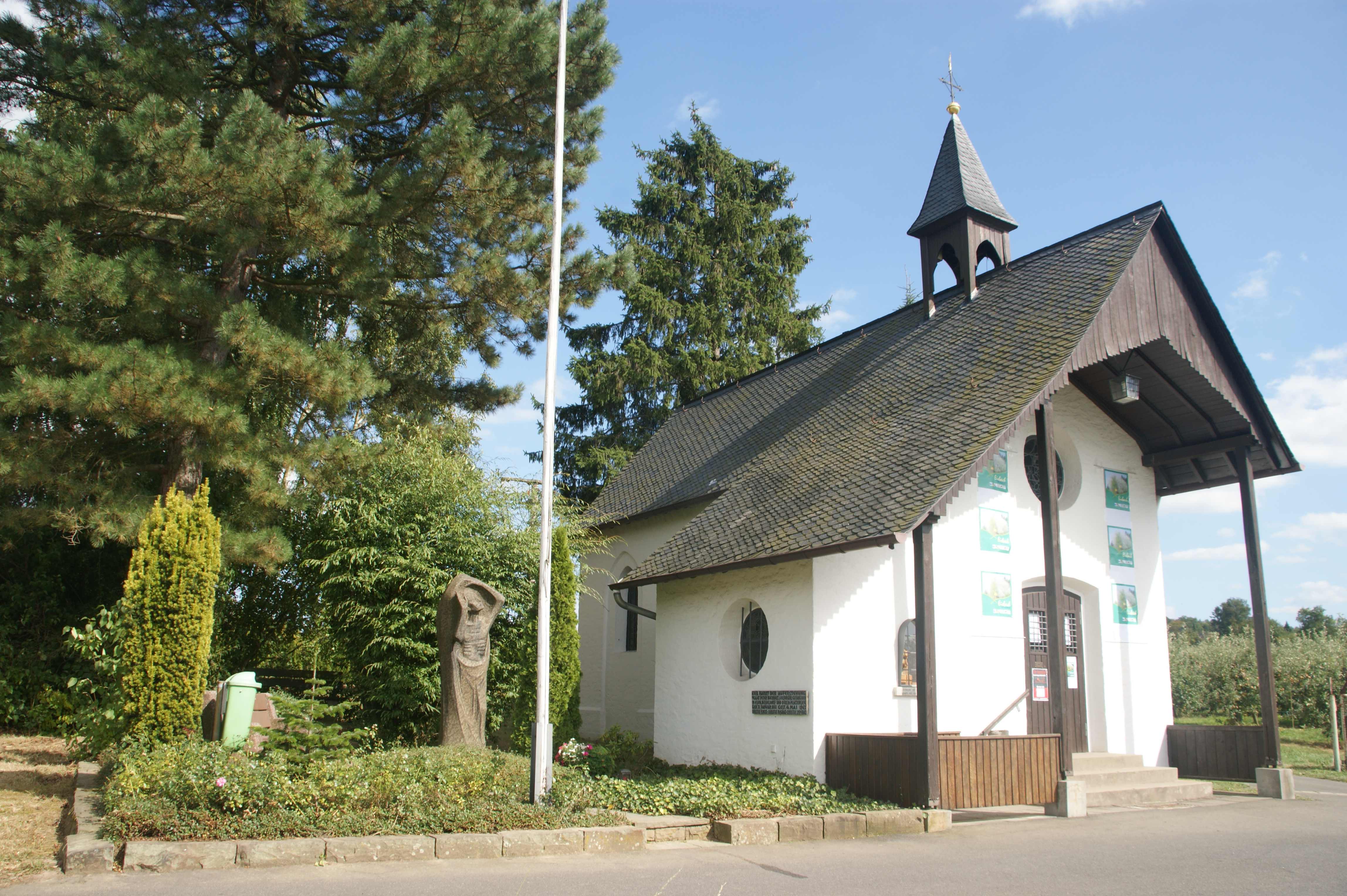
Marienkapelle Eisbach mit Grab von Peter Buchholz

Eisbach ist ein Ortsteil der Stadt Königswinter im nordrhein-westfälischen Rhein-Sieg-Kreis. Er gehört zum Stadtteil Oberpleis und überwiegend zur Gemarkung Wahlfeld, am 30. September 2022 zählte er 220 Einwohner.
Eisbach ist nach dem gleichnamigen Eisbach benannt, einem Nebenbach des Pleisbachs, der nordwestlich des Ortsteils verläuft und ihn anschließend durchquert. Das Eisbachtal mit Nebensiefen ist als Naturschutzgebiet ausgewiesen. Zu den nächstgelegenen Ortschaften gehören Thelenbitze im Norden, Pützstück im Osten, Frohnhardt im Süden, Oberpleis im Südwesten und Wahlfeld im Nordwesten.
Die Eisbacher Marienkapelle ist ein einschiffiger Backsteinbau und geht auf das Jahr 1871 zurück. 1961 wurde sie erweitert und umgebaut. Als Baudenkmal unter Denkmalschutz stehen neben der Kapelle zwei Wegekreuze aus den Jahren 1736 und 1867 (erweitert 1961) sowie ein auf 1603 datiertes Grabkreuz (→ Liste der Baudenkmäler in Königswinter).
Einwohnerentwicklung
| Jahr | Einwohner |
| ---- | --------- |
| 1816 | 74        |
| 1828 | 84        |
| 1843 | 93        |
| 1885 | 81        |
| 1905 | 99        |

## Personen
- Peter Buchholz (1888–1963), Theologe und Prälat in Eisbach